# Anna Cockrell
Anna Cockrell (San Ramón, 28 de agosto de 1997) es una deportista estadounidense que compite en atletismo, especialista en las carreras de vallas. Participó en dos Juegos Olímpicos de Verano, en los años 2020 y 2024, obteniendo una medalla de plata en París 2024, en la prueba de 400 m vallas.
Estudió Ciencia Política y el máster en Política Pública en la Universidad del Sur de California.

## Palmarés internacional
| Juegos Olímpicos | Juegos Olímpicos | Juegos Olímpicos | Juegos Olímpicos |
| Año              | Lugar            | Medalla          | Prueba           |
| ---------------- | ---------------- | ---------------- | ---------------- |
| 2024             | París (Francia)  | Medalla de plata | 400 m vallas     |